# Euanthe
Euanthe,  es un género monotípico de orquídeas epifitas. Su única especie: Euanthe sanderiana (Rchb.f.) Schltr.  es originaria de las Filipinas.

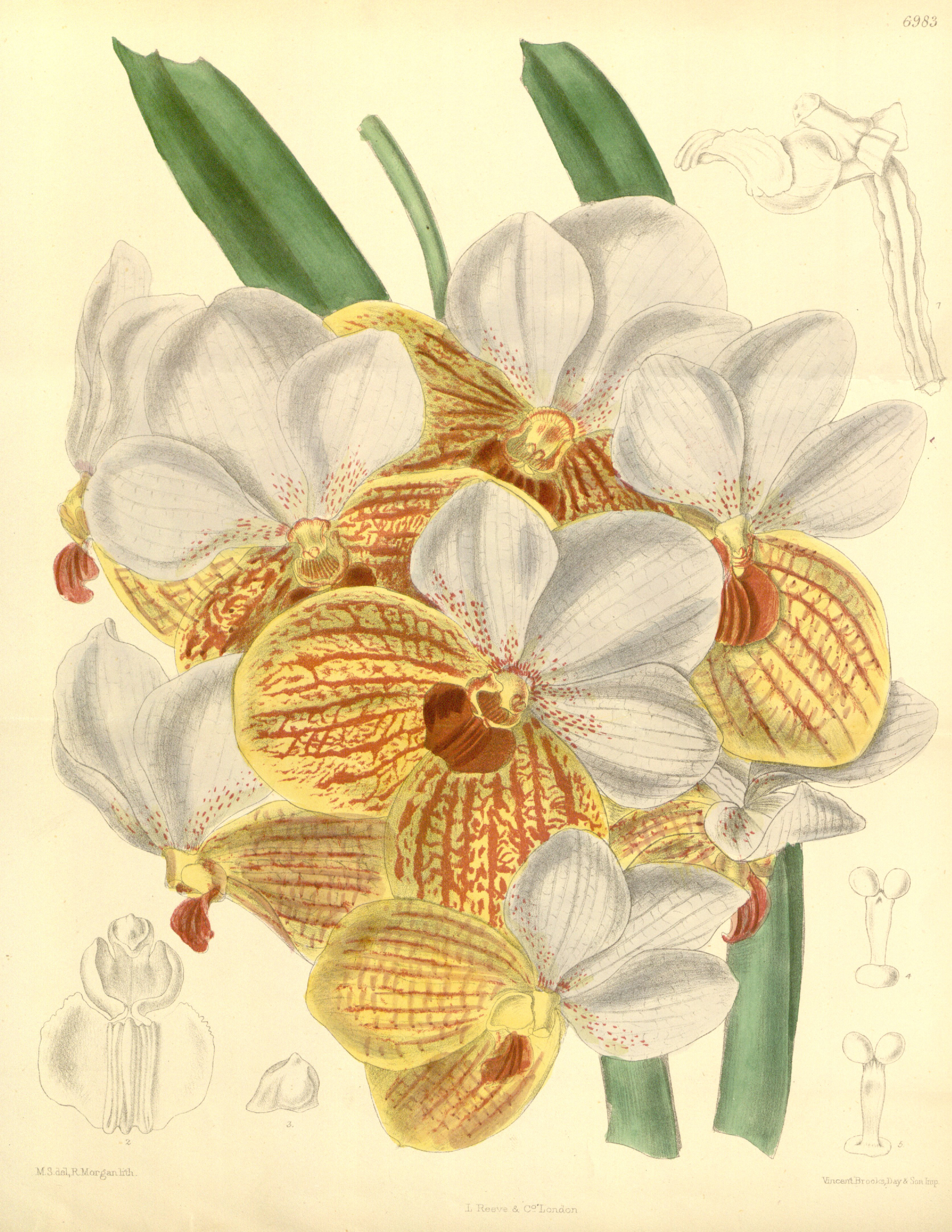
Ilustración

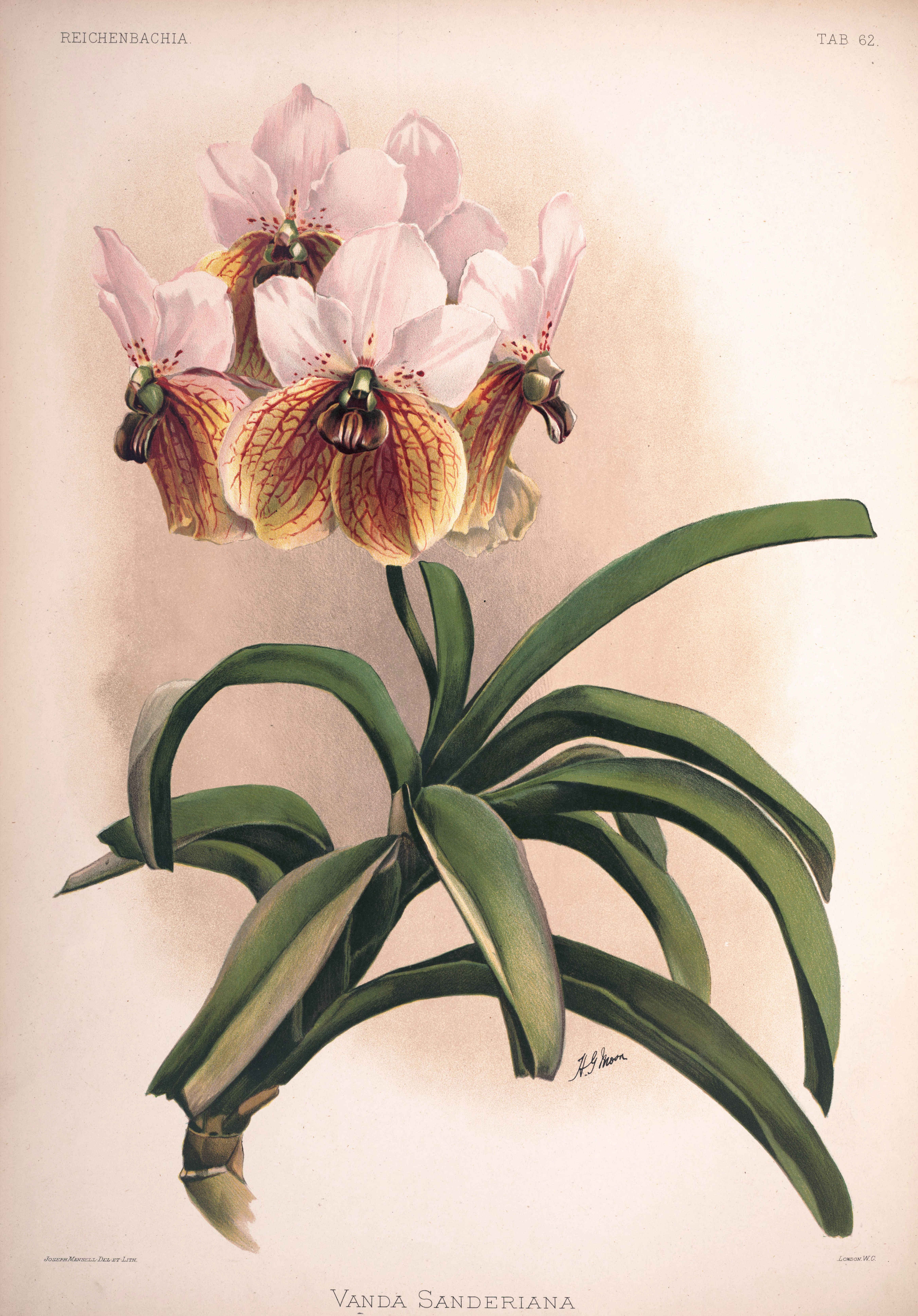
Ilustración

## Historia
Conocida ampliamente en cultivo como Vanda sanderiana, su nombre botánico correcto es Euanthe sanderiana. Euanthe es un género monotípico, es decir, un taxón compuesto por una sola especie, que fue segregado de Vanda debido a detalles morfológicos del labelo que le son característicos únicamente a la sanderiana. El aspecto vegetativo monopodial, así como demás pormenores ligados a cultivo, pueden ser vistos en Wikipedia en el artículo dedicado al género Vanda. 
La Euanthe, o Vanda sanderiana, es una de las orquídeas que más éxito comercial ha tenido desde su descubrimiento en 1882 por Roebelin, explorador que trabajaba para la casa comercial Sanders, en honor a la cual se nombró esta especie. Es una orquídea que además de poseer flores de gran tamaño, atractivo color y patrón de color, además posee una de las mejores formas llenas y planas que se conocen en orquídeas monopodiales, lo que la ha convertido en muchas ocasiones en ganadora de los más altos premios en exposiciones de orquídeas alrededor del mundo, además del puesto de ser la especie más predominante usada como matriz en los híbridos tipo Vanda modernos, híbridos que a pesar de poseer en su haber múltiples especies de los géneros Vanda y Ascocenda, predomina tanto en fenotipo como en genotipo la presencia de la Euanthe sanderiana. 
La especie posee una relativa variabilidad floral, especialmente evidente en el teselado, el cual puede ser desde casi inexistente, hasta extremadamente compacto. Igualmente la infusión rosa de los pétalos y sépalo dorsal es variable, desde flores en las cuales estos elementos se ven blancos o muy ligeramente coloreados, hasta un color rosa uniforme. También se conocen ejemplares completamente albinos, mutación la cual no afecta los pigmentos de clorofila de la flor, por lo que las flores se ven blancas y verde esmeralda.

## Descripción
Es una orquídea de gran tamaño, monopodial, que prefiere el clima cálido. Tiene un tallo alargado, cubierto en la base de imbricados revestimientos de hojas dísticas, curvas, coriáceas, liguladas, desigualmente bilobuladas o truncadas apicalmente. Florece en el otoño en una fuerte inflorescencia axilar, ascendente de 30 cm de largo, con 7 a 10 racimos de flores de larga duración, con fragantes flores de 9 a 11 cm de largo.

## Distribución y hábitat
Área de distribución aproximada de la Euanthe Sanderiana
La Euanthe sanderiana es oriunda de la Isla de Mindanao (Filipinas), en selvas primarias calurosas y híper húmedas de baja altitud, donde soporta un mínimo 20 Cº de temperatura nocturna, y un máximo relativamente superior a 30 Cº de temperatura diurna. La especie está sujeta una humedad ambiental constante del 80%, y se puede encontrar vegetando entre los 0 y los 500 metros. 
La especie crece principalmente sobre árboles llamados dipterocarpos, normalmente sobre las ramas más altas del dosel, normalmente produciendo dos "tipos" de raíces, unas de anclaje, y otras completamente aéreas o en "cascada" (la mayoría), con las cuales maximiza la recolección de humedad, ya que la planta no resiste la desecación, mientras que al mismo tiempo resuelve el problema del agua estancada al escurrirla por completo. 
En los dipterocarpos donde vive, crece en zonas de bastante claridad protegida del sol directo por el dosel, hasta algo expuesta al sol, siendo inútil tratar de conseguirla completamente expuesta. En cultivo estas características deben ser respetadas, ya que si bien los híbridos tipo sanderiana muchos de ellos son tolerantes a la exposición al sol, no es el caso de la especie pura.

## Estado de Conservación de la Especie
La Euanthe sanderiana se encuentra incluida en el apéndice II de CITES. Actualmente el gobierno de filipinas hace esfuerzos de reproducir la especie en cautiverio con miras de su reintroducción en la naturaleza. La especie es la Flor Nacional de Filipinas.

## Taxonomía
Euanthe sanderiana fue descrita por (Rchb.f.) Schltr. y publicado en Die Orchideen 568. 1914.
Sinónimos
- Esmeralda sanderiana Rchb.f., Gard. Chron., n.s., 17: 588 (1882).
- Vanda sanderiana (Rchb.f.) Rchb.f., Gard. Chron., n.s., 17: 588 (1882).
- Vanda sanderiana var. labelloviridis Linden & Rodigas, Lindenia 1: 85 (1885).
- Vanda sanderiana var. albata Rchb.f., Gard. Chron., III, 2: 9 (1887).
- Vanda sanderiana var. froebeliana Cogn., Dict. Ic. Orch.: t. 12A (1903).
- Vanda sanderiana var. immaculata Golamco, Waling-Waling Rev. 10(2): 31 (2002).
- Euanthe sanderiana f. albata (Rchb.f.) M.Wolff & O.Gruss, Orchid. Atlas: 158 (2007).
- Euanthe sanderiana f. immaculata (Golamco) Cootes, Austral. Orchid Rev. 72(3): 34 (2007).[1][6][7]